# Klobusic
Klobusic (szlovákul: Klobušice) Illava városrésze, egykor önálló község Szlovákiában, a Trencséni kerületben, az Illavai járásban.

## Fekvése
Illava városrésze, a városközponttól 3 km-re délnyugatra, a Vág bal oldalán fekszik.

## Története
1472-ben említik először, története során végig az Illavai váruradalom része volt. Egykor két részből, Nemes- és Urasági-Klobusicból állt. Az előbbi lakói kisnemesek, az utóbbié főként jobbágyok voltak.
A 18. század végén Vályi András így ír róla: „KLOBUSICZ, és Nemes Klobusicz. Két tót falu Trentsén Várm. földes Uraik több Uraságok, lakosai katolikusok, és más félék, fekszenek Illavához nem meszsze, mellynek filiáji, határbéli földgyeik jó termékenységűek, vagyonnyaik jelesek.”
Fényes Elek 1851-ben kiadott geográfiai szótárában így ír a faluról: „Klobusicz, Trencsén m. tót falu, Dubnicz és Illava közt, a Vágh bal partján: 408 kath., 3 evang., 48 zsidó lak. Tulajdonképen két részből áll, s az egyik részt külön előljárósággal gr. Kinigsegg; a másik részt pedig több nemes család birja. Ut. p. Trencsén.”
A trianoni békéig Trencsén vármegye Illavai járásához tartozott.
1969-ben Illavához csatolták.

## Népessége
1880-ban 329 lakosából 10 magyar, 18 német és 294 szlovák anyanyelvű volt; ebből 290 római katolikus, 35 izraelita, 3 evangélikus és 1 református vallású volt.
1890-ben 311 lakosából 17 magyar, 22 német és 272 szlovák anyanyelvű volt.
1900-ban 376 lakosából 37 magyar, 21 német és 317 szlovák anyanyelvű volt.
1910-ben 374 lakosából 12 magyar, 25 német és 333 szlovák anyanyelvű volt; ebből 346 római katolikus, 24 izraelita és 4 evangélikus vallású volt.
1921-ben 384 lakosából 4 magyar, 3 német, 6 zsidó, 362 csehszlovák és 9 állampolgárság nélküli volt.
1930-ban 434 lakosából 3 magyar, 6 német, 424 csehszlovák és 1 állampolgárság nélküli volt; ebből 421 római katolikus, 7 izraelita és 6 evangélikus vallású volt.
1970-ben 810 lakosából 803 szlovák és 7 cseh volt.

## Híres emberek
- Itt született 1953. augusztus 20-án Szarka László történész, egyetemi oktató.[3]
- Itt nyugszik Baross Gábor (1848-1892), a dualizmus korának kiemelkedő gazdaság- és közlekedéspolitikusa.

## Nevezetességei
- Itt található Baross Gábor mauzóleuma.
- A klobusici kastély 1840-ben épült, szép angolpark övezi.

## Külső hivatkozások
- Klobusic Szlovákia térképén

## Lásd még
- Illava
- Kisléva